# 1. Bundesliga Luftpistole
Die 1. Bundesliga Luftpistole ist die höchste Wettkampfklasse des Deutschen Schützenbundes (DSB) im deutschen Mannschaftsluftpistolenschießen und wurde 1997 gegründet. Sie ist in zwei Gruppen (Nord- und Südgruppe) mit je 12 Mannschaften untergliedert, welche erst in einem Finale aufeinander Treffen. Innerhalb der Gruppen tritt jede Mannschaft einmal gegen die anderen Mannschaften der gleichen Gruppe an.
Es wird mit der Luftpistole aus 10 Meter Entfernung auf elektronische Anlagen (Meyton Elektronik) geschossen. Amtierender Meister ist der ESV Weil am Rhein.

## Wettkampfablauf
Eine Mannschaft besteht aus fünf Schützen, die anhand der Setzliste, welche sich aus den Ergebnissen vorangegangener Wettkämpfe speist, an den Positionen eins bis fünf stehen und sich im „Mann-gegen-Mann“-Modus mit den direkten Kontrahenten der gegnerischen Mannschaft messen. Weder das Geschlecht, noch die sonst im DSB übliche Einteilung in Altersklassen spielen eine Rolle. Pro Mannschaft darf ein Schütze nicht-deutscher Nationalität sein, was dazu führt, dass diese Möglichkeit häufig dazu genutzt wird, internationale Spitzenschützinnen und -schützen anzuwerben.
Ein Wettkampf besteht aus 40 Schüssen, gewertet werden ganze Ringe, es erfolgt keine Zehntelwertung. Bei Ringgleichheit müssen die betroffenen Sportler ins Shoot-Off (Stechen). Der Stechschuss erfolgt auf Kommando, die maximale Zeit bis zur Schussabgabe sind 50 Sekunden. Der Schütze mit dem höheren Schusswert gewinnt das Duell und bekommt einen Einzelpunkt. Bei Ringgleichheit folgen weitere Stechschüsse. Die ersten drei Stechschüsse werden auf volle Ringe gewertet, ab dem vierten Stechschuss gilt die Zehntelwertung. Das bedeutet, dass es keine Unentschieden gibt, die Partien enden 5:0, 4:1, 3:2, 2:3, 1:4 oder 0:5. Die Siegermannschaft erhält zwei Tabellenpunkte, die Verlierer gehen leer aus.
Den Rekord für die höchste Mannschaftsringzahl hält die Braunschweiger SG 1545 mit einem Ergebnis von 1922 Ringen aus der Saison 2019/2020. Den Rekord für die höchste Einzelringzahl hält die Ukrainerin Olena Kostevych mit 399 Ringen aus der Saison 2018/2019.
Es wird auf eine 10 Meter entfernte Schießscheibe geschossen. Ziel ist es, die Scheibe möglichst im Mittelpunkt zu treffen. Es wird stehend freihändig geschossen, wobei der Schütze völlig frei (ohne Anlehnung und künstliche Stützen) stehen muss. Es werden Druckluftpistolen im Kaliber 4,5 mm verwendet. Die Trefferauswertung erfolgt auf elektronischen Anlagen, wodurch deren Anzeige per Beamer an Leinwänden sowie als Übertragung per Livestream über das Internet möglich ist.

## Gruppeneinteilung
Die 1. Bundesliga ist in eine Nord- und eine Südgruppe eingeteilt:
| PSV Olympia Berlin |

| SV 1935 Kriftel |

| SV Bassum von 1848 |

| Freischütz Wathlingen |

| SV Lindwedel |

| SSV Bad Westernkotten |

| Spsch Raesfeld |

| SV Falke Dasbach |

| SV Schirumer Leegmoor |

| Sp.Sch. Pier 2000 |

| SSG Teutoburger Wald |

| SV Niedererbach |

| SV Kelheim-Gmünd |

| SV Waldkirch |

| ESV Weil am Rhein |

| KKS Hambrücken |

| Sgi Waldenburg |

| SGi Ludwigsburg |

| SV Hitzhofen- Oberzell |

| SSG Fürth |

| HSG München |

| SG Scheuring |

| FSG Kempten |

| SV Altheim Waldhausen |

| PSV Olympia Berlin |

| SV 1935 Kriftel |

| SV Bassum von 1848 |

| Freischütz Wathlingen |

| SV Lindwedel |

| SSV Bad Westernkotten |

| Spsch Raesfeld |

| SV Falke Dasbach |

| SV Schirumer Leegmoor |

| Sp.Sch. Pier 2000 |

| SSG Teutoburger Wald |

| SV Niedererbach |

| SV Kelheim-Gmünd |

| SV Waldkirch |

| ESV Weil am Rhein |

| KKS Hambrücken |

| Sgi Waldenburg |

| SGi Ludwigsburg |

| SV Hitzhofen- Oberzell |

| SSG Fürth |

| HSG München |

| SG Scheuring |

| FSG Kempten |

| SV Altheim Waldhausen |

## Auf-/Abstiegsregeln
Am Ende der Hauptrunde, also nach insgesamt 11 Wettkämpfen steigt der Tabellenletzte (12. Platz) jeder Gruppe direkt in die jeweilige, regionale 2. Bundesliga ab. Die vorletzten Mannschaften in der Abschlusstabelle jeder Gruppe nehmen an einem Aufstiegswettkampf teil, welcher ebenfalls in eine Nord- und eine Südgruppe unterteilt ist.
In der Südgruppe nehmen am Aufstiegswettkampf neben dem Vorletzten der Südgruppe der 1. Bundesliga auch die jeweils zwei qualifizierten Mannschaften aus der 2. Bundesliga Süd und der 2. Bundesliga Südwest teil. Von diesen fünf Mannschaften qualifizieren sich zwei für die nächste Saison der 1. Bundesliga.
In der Nordgruppe nehmen am Aufstiegswettkampf neben dem Vorletzten der Nordgruppe der 1. Bundesliga auch jeweils zwei qualifizierte Mannschaften aus der 2. Bundesliga Nord, der 2. Bundesliga West und der 2. Bundesliga Ost teil. Von diesen insgesamt sieben Mannschaften qualifizieren sich ebenfalls zwei für die nächste Saison der 1. Bundesliga.
Zweitmannschaften eines Vereins, welcher bereits mit einer Mannschaft in der 1. Bundesliga teilnimmt, sind nicht aufstiegsberechtigt. Falls sich eine solche Mannschaft für den Aufstiegswettkampf sportlich qualifiziert, wird diese durch eine in der Gruppentabelle nachfolgende Mannschaft ersetzt, sofern diese mindestens den 5. Tabellenplatz in der 2. Bundesliga belegt.

## Bundesligafinale
Die besten vier Mannschaften jeder Gruppe nehmen am Bundesligafinale teil. Dabei handelt es sich um ein Finalturnier, dass an wechselnden Austragungsorten im K.O. System stattfindet. Termin des Finalturniers ist üblicherweise ein Wochenende im Februar. Es wird zeitgleich mit dem Finalturnier der 1. Bundesliga Luftgewehr ausgerichtet.
Im Viertelfinale des Finalturniers kämpft der jeweils Gruppenerste der beiden Gruppen gegen den Gruppenvierten der anderen Gruppe sowie der Gruppenzweite jeweils gegen den Gruppendritten der anderen Gruppe. Die Sieger der Viertelfinale qualifizieren sich für die beiden Halbfinals, die Halbfinalsieger nehmen am Finale teil, die Halbfinalverlierer schießen im „kleinen Finale“ um den dritten Platz.
Der Sieger des Finals war vor der Saison 2021/22 der Deutsche Meister im Luftpistolenschießen der Mannschaften. Seit der Saison 2021/22 trägt er den Titel „Deutscher Bundesligameister“. Rekordmeister mit acht Titeln ist die Schützengilde Waldenburg.

## Titelgewinner seit Beginn der Bundesliga
- 1997/98 PSV Olympia Berlin
- 1998/99 PSV Olympia Berlin
- 1999/00 PSV Olympia Berlin
- 2000/01 PSV Olympia Berlin
- 2001/02 VSS Haltern
- 2002/03 PSV Olympia Berlin
- 2003/04 VSS Haltern
- 2004/05 SGi Waldenburg
- 2005/06 SGi Waldenburg
- 2006/07 ESV Weil am Rhein
- 2007/08 SGi Waldenburg
- 2008/09 SV Kelheim-Gmünd
- 2009/10 SGi Waldenburg
- 2010/11 SGi Waldenburg
- 2011/12 SGi Waldenburg
- 2012/13 SV 1935 Kriftel
- 2013/14 SGi Waldenburg
- 2014/15 SV Kelheim-Gmünd
- 2015/16 SGi Waldkirch
- 2016/17 SV Kelheim-Gmünd
- 2017/18 SV 1935 Kriftel
- 2018/19 SGi Ludwigsburg
- 2019/20 Braunschweiger SG 1545
- 2020/21 entfallen (COVID-19-Pandemie)
- 2021/22 SGi Waldenburg
- 2022/23 SV Kelheim-Gmünd
- 2023/24 SV Kelheim-Gmünd
- 2024/25 ESV Weil am Rhein

## Medaillenspiegel
| Medaillenspiegel Stand Saison 2024/25 |     |     |     |
| SGi Waldenburg                        | 8 × | 2 × | 1 × |
| SV Kelheim-Gmünd                      | 5 × | 3 × | 3 × |
| PSV Olympia Berlin                    | 5 × | 3 × | 2 × |
| SV 1935 Kriftel                       | 2 × | 3 × | 5 × |
| VSS Haltern                           | 2 × | 3 × | 1 × |
| ESV Weil am Rhein                     | 2 × | 2 × | 1 × |
| Braunschweiger SG 1545                | 1 × | 3 × | 6 × |
| SGi Ludwigsburg                       | 1 × | 1 × | 4 × |
| SGi Waldkirch                         | 1 × | 0 × | 0 × |
| SB Broistedt                          | 0 × | 3 × | 0 × |
| SpSch TSV Ötlingen                    | 0 × | 2 × | 0 × |
| Essener SV                            | 0 × | 1 × | 0 × |
| KKS Hambrücken                        | 0 × | 1 × | 0 × |
| SSGi Bremen-Bassum                    | 0 × | 0 × | 1 × |
| SG Ulrichshögl                        | 0 × | 0 × | 1 × |
| SG Bassum                             | 0 × | 0 × | 1 × |
| SV GK Hannover                        | 0 × | 0 × | 1 × |